# Київський український музично-драматичний театр імені Затиркевич–Карпинської

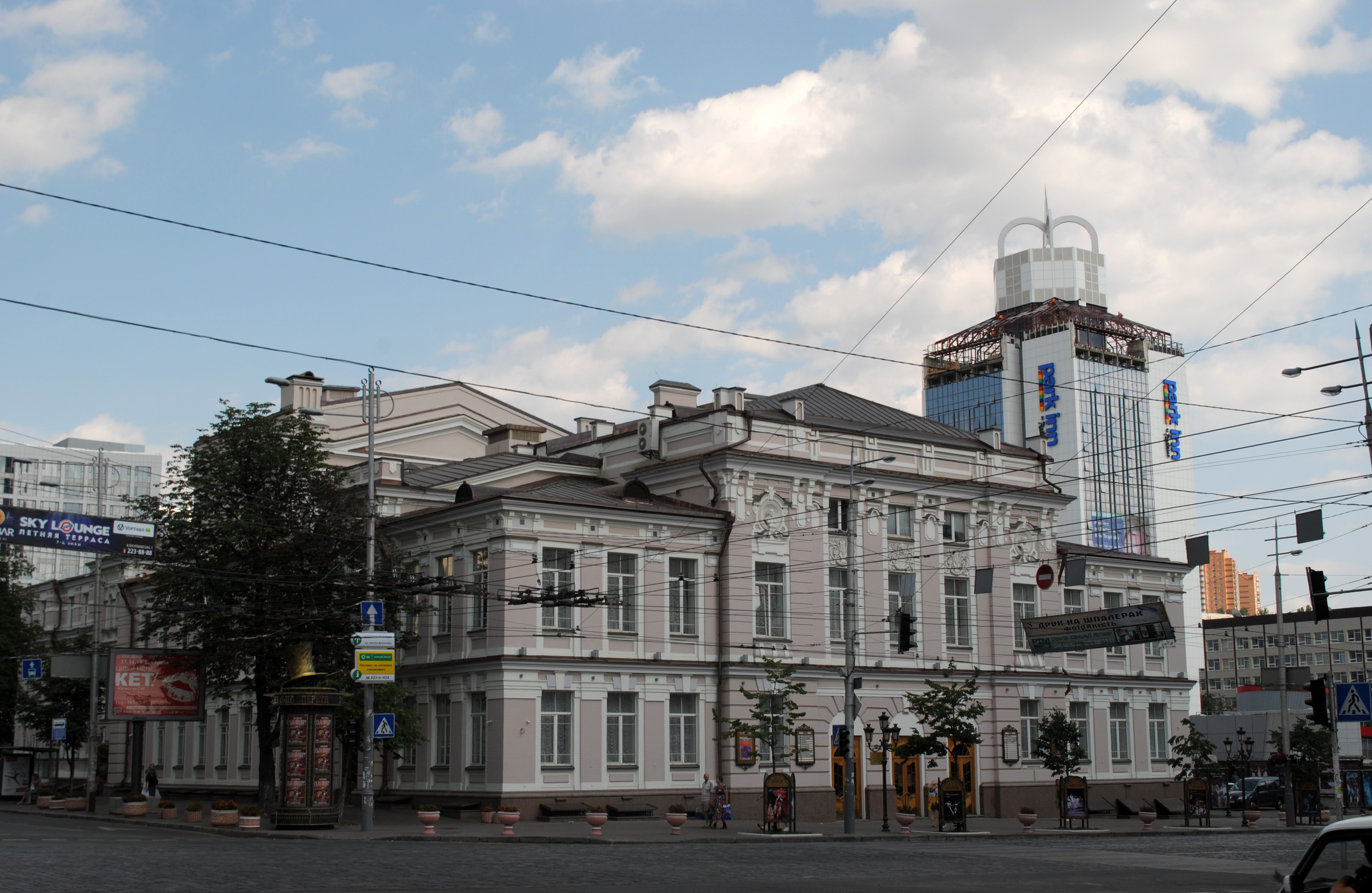
Київський театр оперети (Театр музичної комедії)

Київський український музично-драматичний театр імені Затиркевич–Карпинської — створений узимку 1941—1942 року під орудою українського актора і режисера Юрія Григоренка. Розташовувався театр у приміщенні Театру музичної комедії на Великій Васильківській. У своєму репертуарі, зокрема, планував твори М.Гоголя «Ревізор», «Вій», «Утоплена», «Сорочинський ярмарок».
Цікаво, що Ганна Петрівна Затиркевич-Карпинська — землячка Ю. Григоренка, теж народилася, як і він сам у Ромнах. Театр встиг підготувати лише одну виставу — «Про що тирса шелестіла» С. Черкасенка і на початку 1942 був закритий німецьким командуванням через те, що пропагував національні та визвольні ідеї.